# Tuy Phong (huyện)
Tuy Phong là một huyện ven biển nằm ở phía đông bắc tỉnh Bình Thuận, Việt Nam.

## Địa lý
Huyện Tuy Phong nằm ở phía đông tỉnh Bình Thuận, cách thành phố Phan Thiết khoảng 90 km về phía đông bắc, có vị trí địa lý:
- Phía đông và phía nam giáp Biển Đông
- Phía đông bắc giáp huyện Thuận Nam, tỉnh Ninh Thuận
- Phía tây giáp huyện Bắc Bình
- Phía bắc giáp huyện Ninh Sơn, tỉnh Ninh Thuận
- Phía tây bắc giáp huyện Đức Trọng, tỉnh Lâm Đồng.

## Lịch sử
Đầu thế kỷ XVII do cuộc chiến tranh Trịnh - Nguyễn kéo dài, nhân dân từ các tỉnh Đàng Ngoài đã kéo vào vùng đất sát biển phía bắc Bình Thuận lập chốn định cư. Tuy nhiên địa danh Tuy Phong có thể chỉ mới chính thức có từ năm Minh Mạng thứ 13 (1827) khi đặt phủ Ninh Thuận gồm 2 huyện Yên Phước và Tuy Phong (tách từ phủ Hàm Thuận ra).
Đời vua Đồng Khánh thứ 4 (1886) đổi thành Đạo Ninh Thuận nhập tỉnh Khánh Hòa nhưng huyện Tuy Phong vẫn thuộc Bình Thuận (Theo Đại Nam Nhất Thống Chí)
Sau năm 1975, Tuy Phong cùng với các quận cũ thời Việt Nam Cộng hòa như: Hải Ninh, Phan Lý Chàm, Hòa Đa nhập thành huyện Bắc Bình (thuộc tỉnh Thuận Hải cũ).
Năm 1982, huyện Tuy Phong được tái lập, tách ra khỏi huyện Bắc Bình. Huyện khi đó vẫn thuộc tỉnh Thuận Hải, gồm có thị trấn Phan Rí Cửa và 10 xã: Bình Thạnh, Chí Công, Hòa Minh, Hòa Phú, Liên Hương, Phan Dũng, Phong Phú, Phú Lạc, Phước Thể, Vĩnh Hảo. Tuy nhiên, Phan Rí Cửa không phải là thị trấn huyện lỵ huyện Tuy Phong, trung tâm hành chính huyện đặt tại xã Liên Hương.
Ngày 28 tháng 11 năm 1983, chuyển xã Liên Hương thành thị trấn Liên Hương (thị trấn huyện lỵ huyện Tuy Phong).
Ngày 26 tháng 12 năm 1991, tỉnh Bình Thuận được tái lập từ tỉnh Thuận Hải cũ, huyện Tuy Phong thuộc tỉnh Bình Thuận.
Ngày 18 tháng 7 năm 2003, chia xã Vĩnh Hảo thành 2 xã: Vĩnh Hảo và Vĩnh Tân.
Ngày 16 tháng 12 năm 2011, thị trấn Phan Rí Cửa được công nhận là đô thị loại IV.
Ngày 1 tháng 1 năm 2020, sáp nhập xã Hòa Phú vào thị trấn Phan Rí Cửa.
Huyện Tuy Phong có 2 thị trấn và 9 xã như hiện nay.

## Hành chính
Huyện Tuy Phong có 11 đơn vị hành chính cấp xã trực thuộc, bao gồm 2 thị trấn: Liên Hương (huyện lỵ), Phan Rí Cửa và 9 xã: Bình Thạnh, Chí Công, Hòa Minh, Phan Dũng, Phong Phú, Phú Lạc, Phước Thể, Vĩnh Hảo, Vĩnh Tân.

## Kinh tế - xã hội
Biển Tuy Phong có nguồn hải sản phong phú, đa dạng, trữ lượng lớn cũng là hứa hẹn một tiềm năng khai thác thủy sản. Bên cạnh đó là sự hình thành của các ngành công nghiệp nuôi trồng, khai thác và chế biến thủy hải sản.
Nông nghiệp chủ yếu là trồng lúa, dừa, điều với đặc sản nổi tiếng là thuốc lá. Chăn nuôi chủ yếu là bò, dê, cừu, gia cầm, tôm, cá.
Suối nước khoáng Vĩnh Hảo, Đại Hoà, Châu Cát có chứa natri cacbonnat dùng làm nước giải khát và chữa bệnh. Đất sét Bentonic - một loại sét có độ trương nở cao, được dùng trong công nghệ khoan, tẩy rửa chất hữu cơ và phụ gia cho công nghiệp hóa chất cũng có thể tìm thấy tại đây, và những mỏ khoáng sản khác granit, sỏi sạn, cát.... Ngoài ra còn nổi tiếng vì có nghề làm muối.
Quốc lộ 1A, đường sắt Thống nhất chạy qua địa bàn huyện. Đây cũng là địa phương có hai tuyến đường cao tốc Cam Lâm – Vĩnh Hảo và đường cao tốc Vĩnh Hảo – Phan Thiết đi qua đã được hoàn thành.

## Du lịch

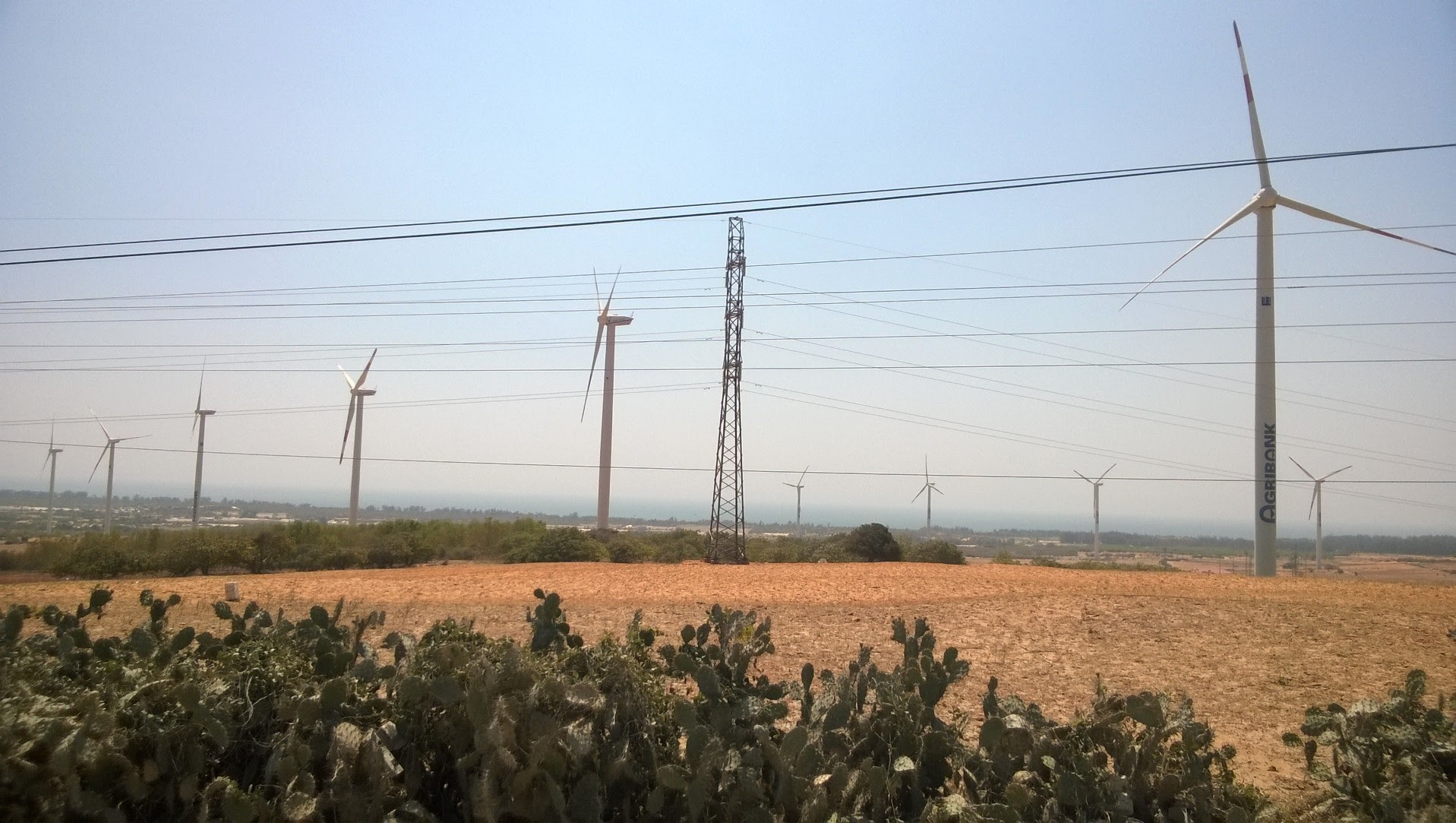
Sản xuất Điện gió tại Tuy Phong

Tuy Phong có bờ biển đẹp, hoang sơ như bãi Cổ Thạch, Đồi Dương, Ghềnh Son (hay là Gành Son). Đây là một điều kiện thuận lợi cho nền du lịch của huyện phát triển. Các khu du lịch nổi tiếng như: chùa Cổ Thạch, Gành son (Duồng - xã Chí Công), đồi cát và các di tích lịch sử (đình Bình An, đài tưởng niệm thảm sát Cát Bay, lăng Ngư ông Nam Hải,...) của xã Bình Thạnh (La Gàn),... và di tích Chăm pa, như là Tháp Chàm Pô Klông Mơnai.